# Ryan Laney
Ryan Laney ist ein Filmtechniker für Visuelle Effekte.

## Karriere
Laney begann seine Filmkarriere 1999 an dem Horrorfilm Carrie 2 – Die Rache. Danach war er als Spezialeffektkünstler an Blockbustern wie Fight Club, Jurassic Park III oder Die Chroniken von Narnia: Der König von Narnia beteiligt. Zeitweise arbeitete er für das Animationsstudio Industrial Light & Magic sowie für Sony Pictures Imageworks. Für seine Arbeit an Spider-Man 3 wurde er 2008 für einen Annie Award nominiert. Seit 2020 und In die Tiefe: Der Mord auf dem U-Boot arbeitete er hauptsächlich an Dokumentarfilmen. Besonders Lob erhielt er für den Film Achtung Lebensgefahr! – LGBT in Tschetschenien von Regisseur David France. Hierfür wurde Laney mit dem Academy Award of Commendation ausgezeichnet.
France drehte den Film undercover in Tschetschenien, wobei er keine Filmkameras einsetzen konnte. Außerdem mussten die gezeigten LGBT-Aktivisten aus Angst vor Repressalien unbedingt geschützt werden. Folglich entwickelte Laney eine Maskierungssoftware (veiling). Dafür wurden die Gesichter von LGBT-Aktivisten in New York von mehreren Fernsehkameras gefilmt und als digitale Modelle angelegt. Diese wurden mittels der Software dann über die Gesichter der Filmprotagonisten gelegt.

## Filmografie (Auswahl)
- 1999: Carrie 2 – Die Rache
- 1999: Fight Club
- 2000: Die Prophezeiung
- 2001: Jurassic Park III
- 2001: 13 Geister
- 2002: Star Wars: Episode II – Angriff der Klonkrieger
- 2004: Hidalgo – 3000 Meilen zum Ruhm
- 2004: The Day After Tomorrow
- 2004: Aviator
- 2005: Zathura – Ein Abenteuer im Weltraum
- 2005: Verliebt in eine Hexe
- 2005: Die Chroniken von Narnia: Der König von Narnia
- 2007: Spider-Man 3
- 2009: G-Force – Agenten mit Biss
- 2011: Green Lantern
- 2020: In die Tiefe: Der Mord auf dem U-Boot
- 2020: Achtung Lebensgefahr! – LGBT in Tschetschenien (Welcome to Chechnya)
- 2021: Faceless
- 2022: Hong Kong’s Fight for Freedom

## Auszeichnungen
- 2008: Annie-Award-Nominierung in der Kategorie Beste Visuelle Effekte für Spider-Man 3
- 2021: Jurypreis der Hollywood Professional Association Awards für Achtung Lebensgefahr! – LGBT in Tschetschenien
- 2021: VES-Award-Nominierung in der Kategorie Herausragende visuelle Effekte in einem fotorealistischen Film für Achtung Lebensgefahr! – LGBT in Tschetschenien
- 2023: Academy Award of Commendation für die AI-Technik in Achtung Lebensgefahr! – LGBT in Tschetschenien